# Músculo bucinador

O músculo bucinador é um músculo facial localizado lateralmente à cavidade bucal (forma as bochechas) e atua de forma indireta na mastigação, empurrando o bolo de alimento de volta aos dentes para serem mastigados (auxilia a se manter no local devido e de cair no vestíbulo oral). Insere-se na linha oblíqua externa para se deslocar para anterior até à zona do modíolo junto das fibras do músculo orbicular dos lábios. É inervado pelos ramos bucais do nervo facial.